# Santo António
Santo António – miasto na Wyspach Świętego Tomasza i Książęcej; na Wyspie Książęcej; 2620 mieszkańców (2012)